# معمارية 48 بت
الحواسيب ذات الـ 48-بت وورد تشمل CDC 1604 وBESM-6.
الآي بي إم AS/400، بمجموعه تعليماتها الحاسوبية المعقدة (CISC) المتغيرة، تعتبر نظام 48-بت. جحم العنوان المستخدم في عنونة الكتل المنطقية (logical block addressing) تم رفعها إلى 48-بت بعد ظهور مقبس تكنولوجي متقدم متوازي.
الحد الأدنى لتطبيق معمارية x86-64 توفر عنونة 48-بت مشفرة إلى 64-بت، يمكن توسيع الإصدارات المستقبلية من المعمارية دون التغير في أو كسر البرامج المكتوبة بشكل جيد.